# Athenaeum (1798)
Pour les articles homonymes, voir Athénée.

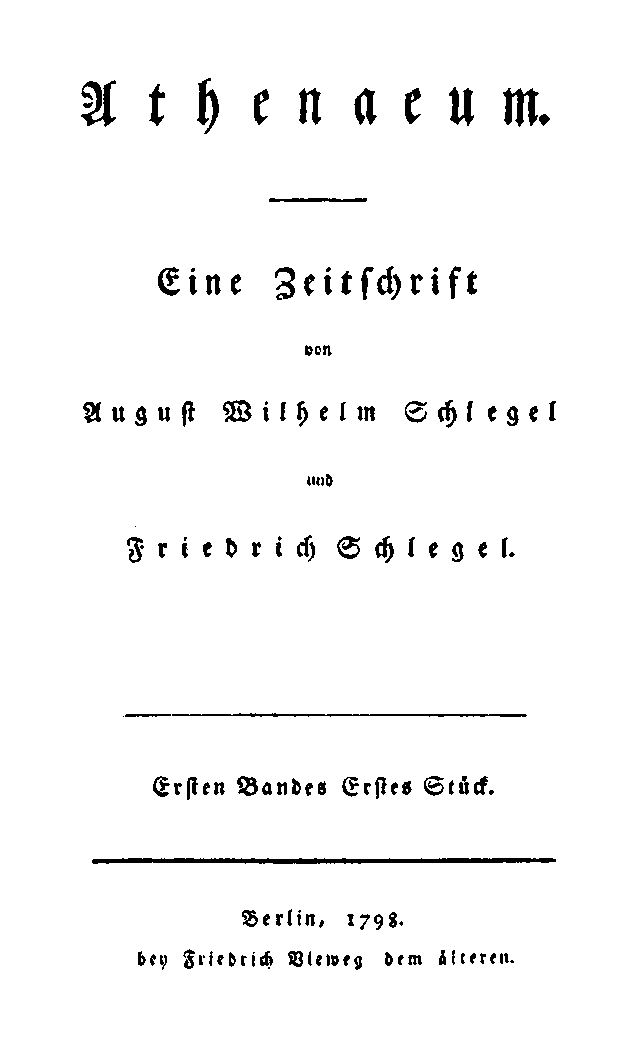
Athenaeum, titre de la revue à sa 1e parution en 1798.

L’Athenaeum est une revue littéraire allemande fondée en 1798 par Auguste et Frédéric Schlegel. Elle est considérée comme la publication centrale du Premier romantisme allemand.
Friedrich Schlegel et sa femme Dorothea von Schlegel, Auguste Schlegel et sa femme Caroline Schelling, Novalis, August Ferdinand Bernhardi, Sophie Tieck, Friedrich Schleiermacher, August Ludwig Hülsen, Carl Gustaf von Brinkman compte parmi les contributeurs des trois volumes parus entre 1798 et 1800.

## Première théorie du romantisme

### L'absolu littéraire
Selon Alain Montandon, le romantisme est d'abord une théorie comme en témoigne la revue. La publication d'articles dans une revue est en effet un des moyens les plus courants de colporter une réflexion philosophique ou littéraire à cette époque. Frederic Schlegel souhaite développer l'idée d'absolu littéraire, concept auquel il pense depuis ses lectures de Jacques le fataliste de Diderot ou de Tristram Shandy de Sterne. Dans ces romans, Frederic Schlegel voit la digression comme une liberté créatrice absolue.
Cette idée d'absolu littéraire est également traitée par Novalis qui considère que « la poésie est le réel absolu. Ceci est le noyau de ma philosophie. Plus une chose est poétique, plus elle est réelle ». Frédéric Brun utilise le terme de « poésie-monde » pour qualifier les écrits et la pensée de Novalis.

### La forme des fragments
Parce qu'elle se veut critique et pratique, l'Athenaeum, sous l'impulsion des frères Schlegel, constitue davantage un recueil de fragments de pensées et de notes de lectures qu'une revue de publication d'œuvres littéraires. Cette forme littéraire, au cœur même d'une nouvelle esthétique, inspirée par Pascal notamment, permet aux auteurs de faire jaillir leurs pensées grâce au langage et de discuter d'une diversité de sujets. En souhaitant traiter tous les aspects du monde, les premiers romantiques montrent leur ambition d'absolu. Le Witz est un exemple de cette ambition : par l'ironie, les romantiques concilient des éléments contradictoires ou paradoxaux et ainsi rappeler l'unité du monde.

## Thèmes de la revue
L'amplitude des sujets traités par les différents contributeurs est très large. On trouve dans l'Athenaeum, des études des religions, des essais, des critiques d’œuvres... Mais on trouve aussi quelques publications d’œuvres originales, notamment les Hymnes à la Nuit de Novalis.

### Publications : 1798-1800

#### 1798
- Premier volume, première partie :
  - Vorerinnerung
  - I. W. — [Wilhelm Schlegel]: Die Sprachen. Ein Gespräch über Klopstocks grammatische Gespräche. 3–69
  - II. Novalis: Вlüthenstaub. 70–106
  - III. W. u. F. [Wilh. und Fried. Schlegel]: Elegien aus dem Griechischen. 107—111
  - IV. W. [Wilh. Schlegel]: Beyträge zur Kritik der neuesten Litteratur. 141–177
- Premier volume, seconde partie :
  - I. [451] Fragmente von Wilhelm, Friedrich und Caroline (?) Schlegel, Novalis, Schleiermacher. 3—146.
  - II. Friedr. Schlegel: Ueber Goethe’s Meister [I]. 147—178

#### 1799
- Deuxième volume, première partie :
  - I. F. [Friedr. Schlegel]: Ueber die Philosophie. An Dorothea. 1—38
  - II. W. [Wilhelm und Caroline Schlegel]: Die Gemählde. Gespräch. [mit eingestreuten Gedichten Wilh. Schlegels]. 39–151
  - III. [Aug. Ludw.] Hülsen: Ueber die natürliche Gleichheit der Menschen. 152—180.
- Deuxième volume, seconde partie :
  - I. W. [Wilh. Schlegel]: Die Kunst der Griechen. An Goethe. Elegie. „Kämpfend verirrt sich die Welt“. 181–192
  - II. W. [Wilh. Schlegel]: Ueber Zeichnungen zu Gedichten und John Flaxman’s Umrisse. 193–246
  - III. Der rasende Roland. Eilfter Gesang. 247–284 IV. Notizen. 284—327.
    - [A. W. Schlegel]: Einleitung. 285—288
    - [Friedr. Schlegel]: Schleiermachers Reden über die Religion. 289—300
    - [Schleiermacher]: Anthropologie on Immanuel Kant. 300—306
    - [A. W. Schlegel]: Notizen. 307–327

  - Litterarischer Reichsanzeiger oder Archiv der Zeit und ihres Geschmacks. 328—340

#### 1800
- Troisième volume, première partie :
  - I. Friedrich Schlegel: An Heliodora. 1–3
  - II. Friedr. Schlegel: Ideen. 4–33
  - III. Hülsen: Natur-Betrachtungen auf einer Reise durch die Schweiz. 34—57
  - IV. Fr. Schlegel: Gespräch über die Poesie. Einleitung. 58—67
  - V. Notizen.
    - [Schleiermacher]: Garve’s letzte noch von ihm selbst herausgegebene Schriften 129—139
    - [Wilh. Schlegel]: Matthissons Basrelief am Sarkofage des Jahrhunderts; Alius Abenteuer; Nachtrag zu M.'s Gedichten; Musenalmanach für 1800 von Voss; F. W. A. Schmidt; Wettgesang zwischen Voss, Matthisson und Schmidt „Voss, Poesie wie die schwarze Suppe“. 139—164
- Troisième volume, seconde partie :
  - I. F. [Friedrich Schlegel]: An die Deutschen. „Vergaset auf ewig ihr der hohen Ahnen“. 165–168
  - II. F. [Friedrich Schlegel]: Gespräch über die Poesie. (Forts. u. Schluss.) 169–187
  - III. Novalis: Hymnen an die Nacht. 188–204
  - IV. Sophie B. [Bernhardi]: Lebensansicht. 205–215
  - V. W. u. F. [Wilhelm und Friedrich Schlegel]: Idyllen aus dem Griechischen. 216–227
  - VI. A. W. Schlegel, Friedrich Schlegel: Sonette. 233–237
  - VII. Notizen.
    - D. [Dorothea]: Moralische Erzählungen von Ramdohr. 238–243
    - S -r [Schleiermacher]: Engels Philosoph für die Welt. III. Th. 243–252
    - W. [Wilhelm Schlegel]: Parny, La guerre des dieux. 252–266
    - B. [Bernhardi]: Verstand und Erfahrung. Eine Metakritik zur Kritik der reinen Vernunft von J. G. Herder. Zwei Theile. 266–281
    - S — r. [Schleiermacher]: Fichtes Bestimmung des Menschen. 281–295
    - A. W. Schlegel: Soltaus Don Quixote [Tiecks Uebersetzg.]; Belletristische Zeitung. 295–334

  - VIII. F. [Friedrich Schlegel]: Ueber die Unverständlichkeit. 335–352